# Ultramarinfabriken Carl Leverkus

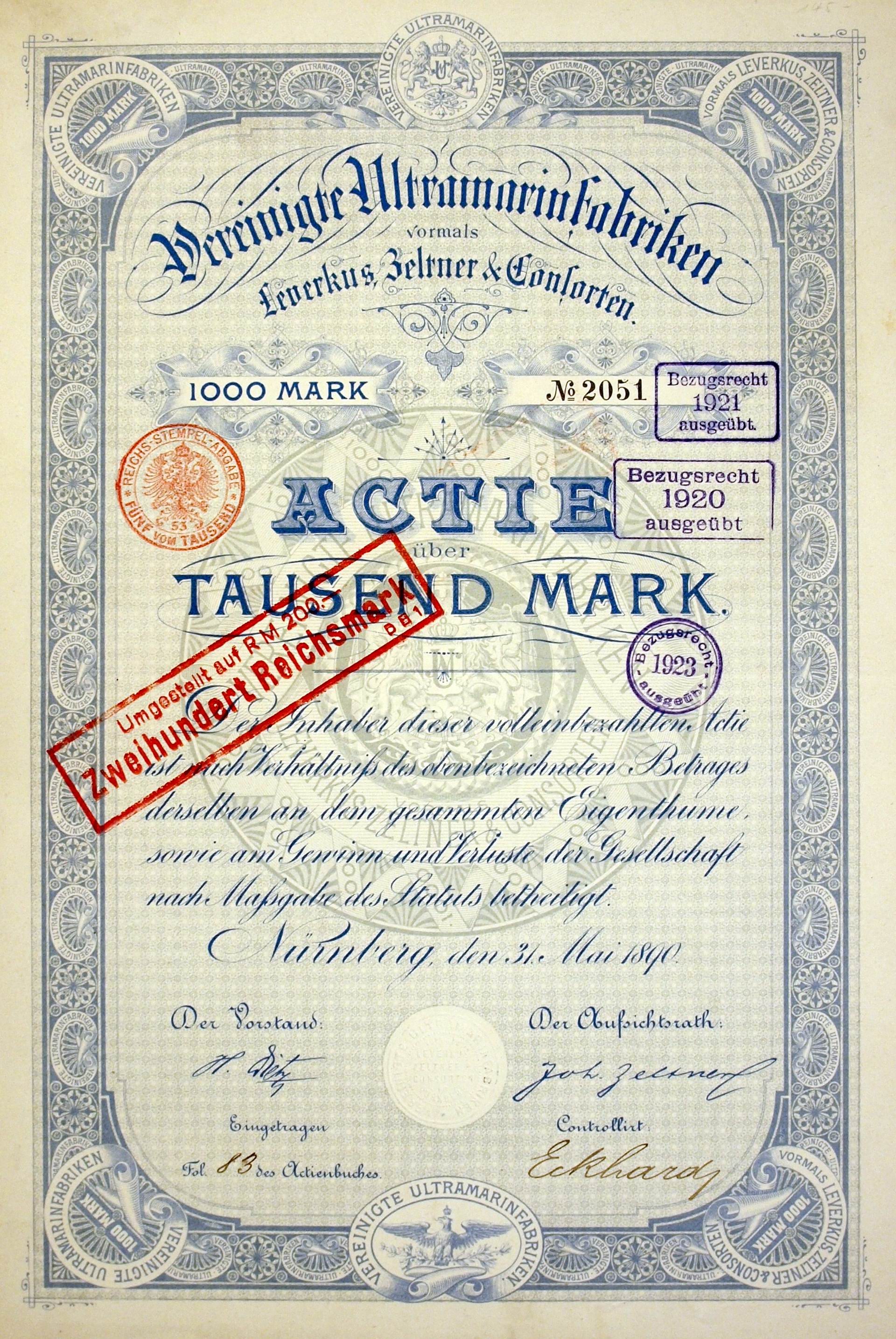
Aktie über 1000 Mark der Vereinigten Ultramarinfabriken vorm. Leverkus, Zeltner & Consorten vom 31. Mai 1890

Ultramarinfabriken Carl Leverkus ist der Name einer ehemaligen chemischen Fabrik, in der von 1834 bis 1996 Ultramarin synthetisch hergestellt wurde. Danach ging die Produktion an die Firma Ciba-Geigy.

## Geschichte

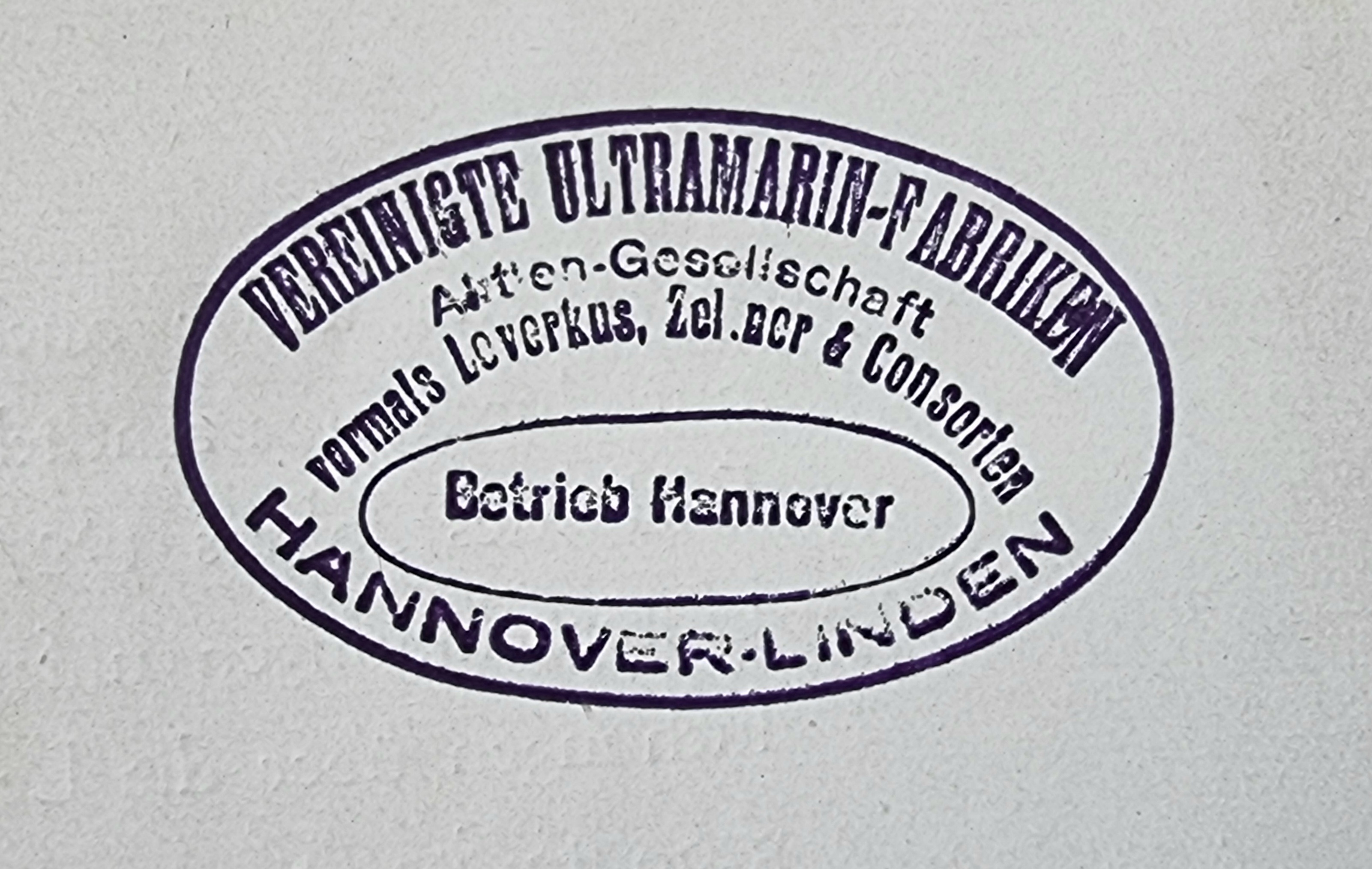
Um 1927: Stempel „Vereinigte Ultramarin-Fabriken Aktien-Gesellschaft, vorm. Leverkus, Zeltner & Consorten, Betrieb Hannover, Hannover-Linden“

Carl Leverkus eröffnete in Wermelskirchen 1834 die erste Fabrik zur Herstellung von künstlichem Ultramarin. Da die Versorgung der Fabrik mit Rohstoffen an diesem Standort immer schwieriger wurde, verlegte er die Fabrik einige Jahre später auf den Kahlberg bei Wiesdorf. In Erinnerung an den Familiensitz in Lennep nannte er die neu entstehende Siedlung „Leverkusen“. An diesem Standort wurde die Produktion um eine Alizarin-Fabrik erweitert. Nach seinem Tod verkauften seine Söhne 1891 die Alizarin-Fabrik und einen Teil des Werksgeländes in Wiesdorf an die Elberfelder Farbenfabriken vorm. Friedr. Bayer & Co AG. Damit war Leverkus’ Fabrik der Grundstein des heutigen Standortes der Bayer AG in Leverkusen.
Um die wirtschaftlichen Probleme besser bewältigen zu können, haben sich die Hersteller von Ultramarin ab 1890 zu den Vereinigten Ultramarinfabriken vormals Leverkus, Zeltner und Consorten zusammengeschlossen. Dieses neue Unternehmen wurde am 31. Mai 1890 mit Wirkung ab 1. Januar 1890 gegründet. Beteiligt waren die  Firmen Ultramarinfabrik Dr. C. Leverkus & Söhne in Leverkusen bei Köln und die Ultramarinfabrik Joh. Zeltner in Nürnberg. Ebenfalls 1890 erfolgte die Aufnahme der Werke Blaufarbenwerk Marienberg bei Bensheim, Sophienau bei Eisfeld, Hannoversche Ultramarinfabrik vorm. Egestorff in Linden, Schweinfurter Ultramarinfabrik sowie der Firmen Jordan & Hecht in Goslar, J. Nuppeney & Co. in Andernach und Gebr. Bahl & Co. in Montabaur (mit ihrem Betrieb in Staudt).
1899 wurde der Sitz nach Köln verlegt. 1906 wurde die Ultramarinfabrik in Duisburg von der Firma Julius Curtius Fabrikation von Ultramarin, Chromoxydgrün, von chemischen und anderen Artikeln gekauft. Andererseits ging das Leverkusener Werk 1918 durch Verkauf an die Friedr. Bayer & Co.
Nach dem Zweiten Weltkrieg wurde 1946/47 das Werk Sophienau in Thüringen in einen Volkseigenen Betrieb umgewandelt. Die Werke Duisburg und Hannover-Linden waren im Krieg stark beschädigt worden.
Das Werk Marienberg bei Bensheim an der Bergstraße blieb erhalten und wurde in den 1950er Jahren stark ausgebaut. Unter der Leitung von Carl Botho Leverkus begannen 60 Beschäftigte mit einer Reihe von Ersatzproduktionen, da es insbesondere an Kohle mangelte. Mit Anbeginn des Wirtschaftswunders in den 1950er Jahren wurde wie in der gesamten chemischen Industrie die Produktion ausgebaut. 1954 wurde die Deutsche Advance-Produktion GmbH (DAP) gegründet und 1955 begann die Produktion von Thermostabilisatoren für die PVC-Industrie. 1959 beschäftigte das Werk knapp 100 Beschäftigte, 1963 waren es bereits 270. Daher wurde 1960/1963 der Firmensitz nach Marienberg verlegt.
Mit dem wirtschaftlichen Erfolg stieg bis 1969 die Beschäftigtenzahl auf 436 und der Umsatz auf fast 65 Millionen Deutsche Mark. Die erhöhten Aktivitäten erforderten eine Erweiterung der Forschungs- und Produktionsstätten. 1970 – als Geigy die DAP übernahm – wurde das Gebäude „auf dem Berg“ in Betrieb genommen. Die deutsche Tochter des Schweizer Konzerns firmierte nach der Fusion von Geigy mit Ciba unter Ciba-Geigy Marienberg GmbH. Es folgte in den 1970er und 1980er Jahren ein weiterer Aufschwung der chemischen Industrie im Lautertal, 1990 erwirtschafteten bis zu 512 Beschäftigte einen Jahresumsatz von über 500 Millionen Deutsche Mark.
1954 bis 1967 wurde das operative Lösungsmittel- und Farben-Geschäft in ein Gemeinschaftsunternehmen mit angelsächsischen Chemiefirmen und der Gründung einer US-Tochter ausgegliedert. Dessen Verlegung nach Lampertheim war schon 1959 im Gespräch und insbesondere wegen der günstigeren Verkehrslage wurde dort ein Industriegrundstück von vorerst 100.000 Quadratmetern Fläche erworben. Letztlich wurde die Verlegung ins Ried erst 1996 realisiert. Damit wurde auch der Grundstein für das heutige Werk der Ciba-Geigy und den gesamten Chemiestandort in Lampertheim gelegt.

## Quelle
- Von der Blaufarbenproduktion zum modernen Chemiewerk im Lautertal 1852 - 1996. Ciba Additive GmbH, Verschönerungsverein Gadernheim.